# Lyngby Volley
Il Lyngby Volley è una società pallavolistica femminile danese con sede a Lyngby-Taarbæk: milita nel campionato di VolleyLigaen.

## Storia della società
Il Lyngby Volley nasce durante gli anni settanta per poi raggiungere la VolleyLigaen all'inizio degli anni novanta. Dopo un periodo di anonimato, il club raggiunge l'apice del suo splendore nella stagione 2004-05, quando riesce a vincere sia il campionato che la coppa nazionale.
Dopo un terzo e secondo posto nelle stagioni successive, il Lyngby Volley non ha più raggiunto traguardi importanti.

## Rosa 2013-2014
| N° | Nome                | Ruolo | Data di nascita   | Nazionalità sportiva |
| -- | ------------------- | ----- | ----------------- | -------------------- |
| 2  | Lene Lam            | C     | 9 giugno 1976     | Danimarca            |
| 3  | Maja Bach           | P     | 19 ottobre 1991   | Danimarca            |
| 4  | Kelcie Tolan        | L     | 26 febbraio 1990  | Stati Uniti          |
| 5  | Alicia Palmer       | P     | 5 febbraio 1990   | Stati Uniti          |
| 7  | Fränze Svarre       | C     | 21 luglio 1985    | Germania             |
| 8  | Olivia Von Holstein | L     | 19 novembre 1995  | Danimarca            |
| 9  | Maria Menzel        | S/O   | 22 febbraio 1982  | Danimarca            |
| 10 | Brooke Seaman       | S/O   | 29 settembre 1988 | Stati Uniti          |
| 11 | Dominique Davis     | S     | 29 giugno 1991    | Stati Uniti          |
| 12 | Nikoline Mogensen   | P     | 13 marzo 1996     | Danimarca            |
| 13 | Pernille Larsen     | C     | 5 febbraio 1986   | Danimarca            |
| 14 | Evelyn Kampen       | S     | 30 settembre 1989 | Canada               |
| 15 | Maria Grøn          | S     | 9 giugno 1983     | Danimarca            |
| 16 | Sarah Fredriksen    | S/O   | 5 febbraio 1995   | Danimarca            |

## Palmarès
- Campionato danese: 1

2004-05
- Coppa di Danimarca: 1

2004-05